# Herb gminy Laskowa

Herb Gminy Laskowa

Herb gminy Laskowa ustalony uchwałą rady gminy Laskowa Nr XIV/94/04 z dnia 19 lutego 2004 r, w kształcie cytowanym poniżej na podstawie załącznika do uchwały.

## Opis herbu
„Herb przedstawia w tarczy typu hiszpańskiego w polu błękitnym słońce o szesnastu promieniach, a pod nim u podstawy tarczy krzywaśń srebrną po prawej oraz krzyż w kształcie majuskuły „T” [od tzw. krzyża Tau] po lewej.”

## Uzasadnienie symboliki herbu
„Słońce symbolizuje wypoczynkowy charakter Gminy. Krzywaśń [inaczej "Rzeka"] znajduje się w herbie Drużyna, którym posługiwali się wielowiekowi właściciele Laskowej - Laskowscy. Krzyż w kształcie majuskuły „T” podkreśla związki zakonu starosądeckich Klarysek z wioskami Gminy w wiekach XIII-XVIII. Błękitne pole tarczy nawiązuje do kultu maryjnego.”

## Historia herbu
Jednym z pierwszych, historycznie udokumentowanych, właścicieli wsi Laskowa (siedziby urzędu gminy) i protoplastą lokalnej gałęzi rodu Laskowskich był Jakusz z Lasocic herbu Drużyna. Dzisiejsze Krasne-Lasocice (gmina Jodłownik) w średniowieczu związane były z terenami wchodzącymi obecnie w skład gminy Łapanów - stąd zapewne wzajemne podobieństwa pomiędzy herbem gminy Laskowa a herbem tamtejszej gminy. Niektóre wsie z tychże trzech gmin były wtedy własnością tej samej rodziny herbu Drużyna, której tutejsza gałąź przyjęła, na początku XVI wieku, nazwisko „Laskowscy”.